# Саламаха Максим Олегович
Макси́м Оле́гович Салама́ха (нар. 17 липня 1996, Львів, Україна) — український футболіст, нападник клубу «Верес».

## Життєпис
Максим Саламаха народився 17 липня 1996 року у Львові. У ДЮФЛУ із 2003 по 2006 рік виступав за львівські «Карпати», із 2006 по 2011 — у складі «Львова», із 2012 по 2013 рік — у складі харківського «Металіста». Перший професіональний контракт підписав у 2013 році з харківським «Металістом», але за основну команду не грав. Натомість у чемпіонаті України U-19 у футболці «Металіста» відіграв 19 матчів (2 голи). Із 2014 по 2016 рік захищав кольори молодіжної команди дніпропетровського «Дніпра», у складі якого відіграв 18 матчів (2 голи).
У липні 2016 року підписав 3-річний контракт із клубом рідного міста, львівськими «Карпатами». У складі львів'ян Максим дебютував 23 липня 2016 року, вийшовши на заміну у другому таймі матчу української Прем'єр-ліги проти кам'янської «Сталі». Втім основним гравцем у складі львів'ян не став, зігравши лише дві гри у Прем'єр-лізі, і влітку 2018 року перейшов у друголіговий «Верес».